# Antonio Ramírez
Antonio „Tono” Ramírez Martínez (ur. 23 listopada 1986 w Logroño) – hiszpański piłkarz występujący na pozycji bramkarza w Realu Sociedad.